# Dimitris Minasidis
Dimitris Minasidis, né le 29 avril 1989 est un haltérophile chypriote.

## Palmarès

### Haltérophilie aux Jeux olympiques
- Haltérophilie aux Jeux olympiques de 2008 à Pékin
  - 20e en moins de 69 kg.

### Championnats du monde d'haltérophilie
- Championnats du monde d'haltérophilie 2009 à Goyang
  - 18e en moins de 62 kg.
- Championnats du monde d'haltérophilie 2007 à Chiang Mai
  - 33e en moins de 62 kg.

### Championnats d'Europe d'haltérophilie
- Championnats d'Europe d'haltérophilie 2012 à Antalya
  -  Médaille d'argent en moins de 62 kg.
- Championnats d'Europe d'haltérophilie 2009 à Bucarest
  -  Médaille de bronze en moins de 62 kg.

### Jeux méditerranéens
- Haltérophilie aux Jeux méditerranéens de 2009 à Pescara
  -  Médaille d'argent à l'arraché, en moins de 62 kg.
  -  Médaille d'argent à l'épaulé-jeté, en moins de 62 kg.